# 에로이카 (1949년 영화)
《에로이카》(Eroica)는 작곡가 루트비히 판 베토벤의 삶과 작품을 묘사한 1949년 오스트리아 영화이다. 이 영화는 발터 쾰름-벨테가 감독하고, 발터 쾰름-벨테와 함께 귀도 바기어가 제작했으며, 발터 쾰름-벨테와 함께 프란츠 타이시가 각본을 맡았다. 이 작품은 1949년 칸 영화제에 출품되었다.

## 줄거리
리히노브스키 공작이 주최하는 무도회에 나폴레옹 보나파르트와 그의 군대가 빈으로 오고 있다는 소식이 급전령에 의해 전해진다. 이 소식은 도시에 산불처럼 퍼지고 친구들과 함께 술집에 앉아있는 베토벤에게도 전해진다. 프랑스 혁명 이후 나폴레옹의 이상에 열광한 베토벤은 나폴레옹에게 바칠 "힘, 위대함, 영광"의 교향곡(나중의 "에로이카")을 쓰기 위해 집으로 돌아왔다. 교향곡의 작곡에 성공한 후 베토벤은 두 명의 나폴레옹 특사로부터 방문을 받았는데, 그들은 베토벤을 황제의 환대에 초대했다. 황제는 화려함을 좋아하기 때문에 베토벤은 정확한 의복 규정을 요청 받았다. 우상의 천박성에 실망한 베토벤은 교향곡의 제목 페이지에서 "헌정"을 제거한다.
베토벤은 안전을 위해 제자 테레제 폰 브룬스비크와 그녀의 사촌인 줄리에타 귀차르디와 함께 헝가리로 여행을 떠난다. 베토벤은 그를 위해 약혼자 벤첼 로베르트 폰 갈렌베르크 백작을 기꺼이 포기할 준비가 되어 있는 줄리에타와 사랑에 빠진다. 테레제는 베토벤의 재능이 그로 하여금 여성과 만족스러운 관계를 맺는 것을 허용하지 않게 한다는 의견을 갖는다.
베토벤은 그 자신의 의견으로는 부랑 생활을 하며 어머니의 나쁜 영향을 받고 있는 조카 카를을 걱정할 뿐만 아니라 그의 청력이 점점 더 나 빠지고 있다는 사실을 염려한다. 베토벤은 왜 신이 자신의 청력을 빼앗으려 하는지에 대해 절망하고 있을 때, 그의 친구 카를 아멘다는 "베토벤의 운명은 이전에 들어 본 적이 없는 음악을 만드는 것"이라고 그에게 말한다. 그의 오페라 "피델리오"를 위한 리허설 동안 오케스트라는 그의 지시를 따르지 않고 첫 번째 지휘자의 지시를 따르고 있었는데, 그것은 그에게 있어서 우울한 경험이었다. 그는 낙담한 채 집으로 돌아와 다시 한 번 신과 이야기 한다. 그러나 그는 아멘다의 말을 다시 떠 올렸고, 테레제가 그를 찾았을 때 그는 그녀를 안심시키며 그의 운명을 받아들였다. 그리고 다시 작곡을 시작할 수 있게 되었다.

## 캐스트
- 에발트 발저 Ewald Balser — 루트비히 판 베토벤 Ludwig van Beethoven
- 마리아네 셰나우어 Marianne Schönauer — 테레제 폰 브룬스비크 Therese von Brunswick
- 유디츠 홀스마이스터 Judith Holzmeister — 줄리에타 귀차르디 Giulietta Guicciardi
- 오스카 베르너 Oskar Werner — 카를, 베토벤의 조카
- 다그니 제르바에스 Dagny Servaes — 카를의 어머니
- 이반 페트로비치 Iván Petrovich — 리히노브스키 공작 Prince Lichnowsky
- 루트밀라 헬 Ludmilla Hell — 리히노브스키 공비 Princess Lichnovsky
- 아우구스테 퓡쾨스디 Auguste Pünkösdy — 가정부
- 한스 크라스니처 Hans Kraßnitzer — 아멘다 Amenda
- 알프레트 노이게바우어 Alfred Neugebauer — 오르간 연주자 Albrechtsberger
- 리하르트 아이프너 Richard Eybner — 슈판치히 Schuppanzigh
- 카를 귄터 Karl Günther — 시골 의사
- 구스타프 발다우 Gustav Waldau — 시골 목사
- 에릭 프레이 Erik Frey — 1. 프랑스 장교
- 프란츠 파우들러 Franz Pfaudler — 무대 감독
- 율리우스 브란트 Julius Brandt — 화가
- 한스 하이스 Hans Hais — 2. 프랑스 장교
- 헬무트 야나치 Helmut Janatsch — 오스트리아 기병
- 카를 칼보다 Karl Kalwoda — 건물 관리인